# 佐藤勝彦 (自転車選手)
佐藤 勝彦（さとう かつひこ、1943年5月18日 - ）は、日本競輪選手会東京支部に所属していた元競輪選手。

## 来歴
法政大学在籍時代の1964年、東京オリンピックに出場。
- 1000mタイムトライアル 10位（1分11秒68）
- スプリント 二次予選敗退

1965年9月5日、日本競輪学校第21期生として、後楽園競輪場でデビューし1着。その後2戦も勝利し、デビュー場所で完全優勝を果たした。
1996年8月2日、選手登録削除。通算戦績2678戦455勝。